# 渋谷シャドウ
『渋谷シャドウ』（しぶやシャドウ、英: Shibuya Shadow）は、2020年に劇場公開された日本映画。田中理来、高岩遼、馬場良馬、SANABAGUN.などが主演した劇場用の映画である。
監督はこれが長編第4作目となる谷健二。
劇場公開に先立ち、「MOOSIC LAB 2019」にて2019年11月30日から特別招待作品として完成披露上映された。

## あらすじ
舞台はオリンピックを翌年に控えた東京の渋谷。主人公のリクは、音信不通となった兄のケントを探しに、千葉から渋谷に降り立ったものの、都会の喧騒に圧倒されて、おろおろしている。
そんなリクが、道に迷っている時に通りかかったリュウノスケに写真を見せて尋ね、ようやくリクは兄がかつて住んでいたアパートを訪ねるが、そこには見知らぬ外人が住んでいて、追い出される。
途方に暮れたリクは兄から送られてきた携帯の画像を元にその屋上へ行くと、全身タトゥーが入ったバンドマンのリョウと出会う。リクはリョウに兄を探していることを相談し、世話好きのリョウはリクの兄を探すのを手伝うことにする。
まずはリョウの知合いのショップ PORT OF CALLで、リクのダサいTシャツを渋谷っぽく替えて、屋上を管理しているギター屋の店長に、リクとリョウは携帯の画像を見せて、画像に写っているパン屋が近くにあることを伝える。
食レポがいるくらいの人気のパン屋「パリジャン」にリクとリョウは訪ね、パン屋の店長・キッカワに画像を見せると、知合いのカメラマンのオカムラを紹介されるのだが。そんな時、リョウにバンド仲間から電話が掛かってきて、今夜のライブがトラブルに巻き込まれそうなのを知り、リクを置いて、一人で行ってしまう。
しかしリョウは途中で道に迷っているユミを知合いの蜂蜜を売っている飲み屋・HABURASHIに案内して、飲み屋の店員と挨拶をして心変わり。再び公園でリョウはリクと再会する。
天体望遠鏡の前でモデルを撮影していたカメラマンのオカムラに、リョウの兄の事を尋ねるが、口の悪いオカムラからは情報は得られず。その帰りにインスタグラムをしているユリカに出会い、リクの携帯の画像の写真から、兄のケントとは、マサキという名前で呼ばれた男ではないかと伝える。
リクとリョウは、マサキがかつて働いていたバー・AMARANTH Loungeに行くが、そこでヨウジからマサキは店の売上を誤魔化した為、逃げ回っていることを伝える。
ケントを見つけられないまま、リョウは渋谷でSANABAGUN.の路上ライブを開始。
しかしそこにマサキと似た男が通りすがり、リクがマサキを発見して後を追ったことにより、リョウもまたリクの後を追ってライブは中止になる。
一方、リュウノスケは新居で待つマミの元に帰り、訪れた仲間たちと引越しを祝う。夜になって買い物に出かけたマミは、SANABAGUN.のライブに遭遇して、ついでにライブを撮影する。
マサキは渋谷で当ても無く歩いていたが、ついに見つかってしまい、連れられて行く。
渋谷では多くのドラマが交差している。
これは渋谷の一日を描いた物語である。

## 登場人物
- リク（田中理来）: 千葉の田舎から兄のケントを探しに来た主人公。
- リョウ（高岩遼）: バンド SANABAGUN.のボーカル。

- ヨウジ（皆川暢二）: バー「AMARANTH Lounge」のオーナー。
- オカムラ（永山竜弥）: フォトグラファー。かつてはケントの上司。
- ユリカ（坂ノ上茜）: ユーチューバー。
- マミ（田中シェン）: リュウノスケの彼女。
- オザキ（高崎二郎）: ギター屋「グランディベース東京」の店長。
- キッカワ（中野マサアキ）: パン屋「パリジャン」の店長。
- トシキ（岩間俊樹）: バンド SANABAGUN.のMC。

- アパートの男（関口アナン）: ケントの住んでいたアパート「ジュネス桜」の現住人。
- ショップの女（橘美緒）: 「PORT OF CALL」の店員。
- 飲み屋の店長（両角周）: 飲み屋＆雑貨屋の「HABURASH」の店長。
- リュウノスケの友人A（澤田拓郎）: リュウノスケとマミと新居祝いをする。
- リュウノスケの友人B（堀ノ内翼）: リュウノスケとマミと新居祝いをする。

- 酒屋の男（坂本アツー）: バー「AMARANTH Lounge」に酒を納品する男。
- 食レポの女（大森つばさ）:  パン屋「パリジャン」で食レポをしている。
- パン屋の女店員（小野春花）: パン屋「パリジャン」の店員。
- バーテン（伊藤慶徳）: バー「AMARANTH Lounge」のバーテン。
- ユミ（片桐千里）: 道に迷った中年女性。
- カメラ助手の男（本多正憲）: オカムラのアシスタント。
- モデルの女（カレン）: オカムラに写真の写真のモデルとなっている。
- ウェイトレス（新井花菜）: 「ベルマーレカフェ」の店員。

- バンド SANABAGUN.のベース（大林亮三）
- バンド SANABAGUN.のギター（隅垣元佐）
- バンド SANABAGUN.のドラム（澤村一平）
- バンド SANABAGUN.のサックス（谷本大河）
- バンド SANABAGUN.のキーボード（大樋祐大）
- バンド SANABAGUN.のトランペット（髙橋紘一）

- マサキ（三浦健人）: 逃亡中の金髪の男。
- ケント（三浦健人）: リクの兄。フォトグラファー。
- リュウノスケ（馬場良馬）: タワーマンションに住む実業家。

## スタッフ
- 監督 : 谷健二
- プロデューサー : 尾崎康元、赤間俊秀
- 企画協力 : 直井卓俊
- 脚本 : 木村暉
- 撮影監督 : 平見優子
- 照明 : 大久保礼司
- 録音 : 大塚学
- スタイリスト : 杉田裕太郎
- ヘアメイク : 橋本申二
- スチール : 田村充
- 助監督 : 佃直樹
- ヘアメイク助手 : 原早織

- 主題歌 : 「あなたのようになるために」（作詞・作曲 琴音）
- 劇中歌 :
  - 「Stay Strong」（All Songs Written by SANABAGUN.）
  - 「Somebody」（All Songs Written by SANABAGUN.）
- 音楽 : 寺田テツオ、北村友佳
- ミキサー : 川月誠（マンダリンスタジオ）
- 音響効果 : 近藤清明（ジェットン）

- 後援 : 渋谷駅前共栄会
- 特別協力 : コダマコーポレーション
- 製作プロダクション : セブンフィルム

## 製作
2019年8月にマスコミに制作発表がされた時は、『シャドウ（仮）』というタイトルであった。
2019年9月23日から10月6日まで、オール渋谷ロケで撮影された。
2019年10月6日のクライマックスの撮影で、SANABAGUN.の本物の路上ライブを映画の撮影の為に行い、映画のファンとしてのエキストラを募集した。
2019年10月18日に、正式なタイトルが、『渋谷シャドウ』であることが発表された。

### ロケ地
- AMARANTH Lounge
- PORT OF CALL DAIKANYAMA
- ジュネス桜
- 渋谷区文化総合センター大和田
- 大和田第一ビル
- 池部楽器店 グランディベース東京
- HABURASHI
- パリジャン
- ベルマーレカフェ

## 封切り
2019年11月30日、12月2日、12月3日に「MOOSIC LAB 2019」の「MOOSIC EYE」部門にて、特別招待作品として完成披露上映された。
2020年2月22日に渋谷ユーロライブで、トキメディアワークスとセブンフィルムの共催イベントにて、イベント上映された。
2020年3月に予定されていた、渋谷区・共栄会のさくらまつりでの上映は、2019新型コロナウイルスの影響で、中止になった。